# پارکر ۵۳۹۲
سیارک ۵۳۹۲ (به انگلیسی: 5392 Parker، نامگذاری:1986AK) پنج هزار و سیصد و نود و دومین سیارک کشف شده‌است که در ۱۲ ژانویه ۱۹۸۶ کشف شد.
قدر مطلق سیارک برابر ۱۲٫۷۰ است.